# Mamadou Dia (réalisateur)
Pour les articles homonymes, voir Mamadou Dia et Dia.
Mamadou Dia, né en 1984 à Matam, est un réalisateur, scénariste et producteur de cinéma sénégalais.

## Biographie

### Enfance, éducation et débuts
Mamadou Dia est né en 1984 à Matam, au nord-est du Sénégal,,. Fils d'imam, il est de confession musulmane. Enfant, il est influencé par la télévision qu'il regarde dans la cour intérieure ouverte à tous de ses voisins. Après des études de géographie-physique au Sénégal et une année au Média Centre de Dakar, il acquit de l'expérience en tant que vidéo-journaliste parcourant de nombreux pays africains pendant sept ans. Il réalise un court-métrage documentaire sur l'épidémie de maladie à virus Ebola en Afrique de l'Ouest sous le titre Ebola, Into the Hot Zone. Dia traverse l'Océan Atlantique pour effectuer des études de cinéma aux États-Unis, à la Tisch School of the Arts de l'université de New York, où il obtient un master avec comme spécialités la direction de la photographie et l'écriture-réalisation.

### Carrière cinématographique

#### Premiers pas
À la fin de ses études, Mamadou Dia réalise une série de courts métrages sélectionnés dans des festivals internationaux. Son court métrage Samedi Cinema (2016) est présenté en avant-première à la Mostra de Venise et au Festival international du film de Toronto.

#### Le Père de Nafi (2019)
En 2019, Mamadou Dia diffuse son premier long métrage intitulé Baamum Nafi en version originale, Le Père de Nafi en version française. Présenté la même année au Festival international du film de Locarno, il remporte le prix du meilleur premier long métrage et le Léopard d'or de la section « cinéastes du présent »,. Baamum Nafi imagine la montée de l'extrémisme sur une petite ville du Nord du Sénégal à travers l’histoire de deux frères qui ont des vues divergentes à propos du mariage de leurs enfants,,. Le film a été choisi pour représenter le Sénégal aux Oscars 2021. Avec sa société de production, Joyedidi, cofondée avec Maba Ba, beaucoup de projections en plein air ont été organisées dans plusieurs localités du Sénégal.

#### Demba (2024)
En 2024, son deuxième long-métrage, Demba, a été sélectionné à la compétition encounters de la Berlinale 2024.Mamadou Dia et Mati Diop, pour son film Dahomey, y représentent le Sénégal,. Le film a aussi été sélectionné au Festival del Cinema Africano, d’Asia e America Latina 2024  dans la compétition on the world feature film competition.
Le film retrace la vie de Demba qui n'arrive toujours pas à faire son deuil, deux ans après la mort de sa femme. Il  va devoir reconnecter avec sa communauté et en particulier avec son fils unique.
Le personnage de Demba est interprété par Ben Mahmoud Mbow qui eu à participer dans le film Baamum Nafi, comme figurant.
L'idée du film est née à la suite d'une véritable question de Mamadou Dia : comment une société qui n’a pas de mot pour désigner le terme « dépression » peut-elle y faire face ? 
Le film, tourné entièrement dans la commune de Matam avec des acteurs de la région, a été produit par Maba Bâ et coproduit par Niko Film.

## Filmographie

### Courts métrages
- 2013 : Les Jardins de l'espoir (documentaire)
- 2014 : Ebola, Into the Hot Zone (documentaire)
- 2016 : Samedi Cinema (fiction)[1]
- 2018 : Lost in Transit (fiction)[15]

### Longs métrages
- 2019 : Le Père de Nafi (fiction)[15]
- 2024 : Demba (fiction)[15]

## Distinctions

### Récompenses
- Festival international du film de Locarno 2019 : prix du meilleur premier long métrage et Léopard d'or de la section Cinéastes du présent pour Le Père de Nafi (Baamum Nafi)[6].
- Festival international du film francophone de Namur 2019 : prix Découverte pour Le Père de Nafi[16]
- Festival international de cinéma Vues d'Afrique 2020 : prix du long métrage pour Le Père de Nafi et prix du meilleur acteur pour Alassane Sy[17]